# Symbolsteine von Fowlis Wester

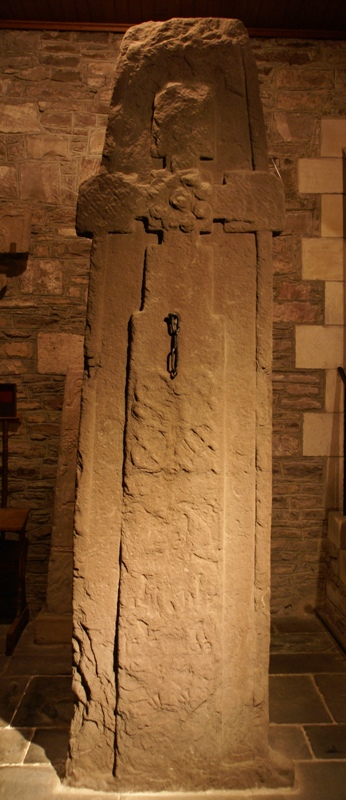
Der große Stein vom Dorfplatz

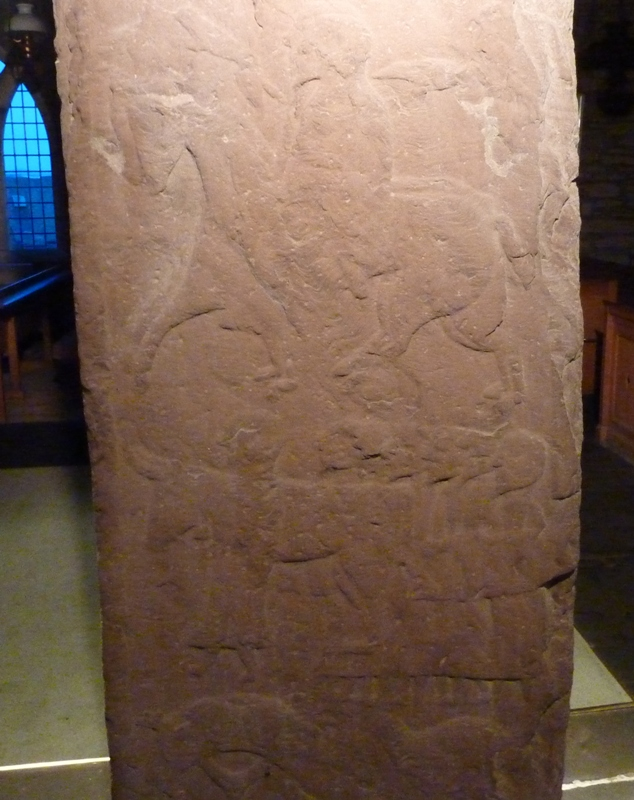
Detail der Rückseite

Der Symbolstein und die Cross-Slabs von Fowlis Wester befinden sich in der St. Bean Kirche des Dorfes, das 500 m nördlich der A85 (Straße) von Perth nach Crieff, fünf Kilometer östlich von Crieff, in Perth and Kinross, Schottland, liegt. Im Zentrum des Dorfes steht eine Replik des größeren Steins. 

## Der große Stein
Der Cross of Fowlis, Fowlis Wester Church oder Fowlis Wester Cross genannte größere, stärker verwitterte rötliche Stein, ist mehr als drei Meter hoch, mit einem verzierten Kreuz auf der Vorderseite, dessen horizontale Arme ein wenig außerhalb der Platte enden. Die Rückseite zeigt mehrere kuriose piktische Abbildungen darunter einen Mann, der eine Kuh mit einer Glocke führt. Er führt einen Umzug von sechs bärtigen Männern an. An der Oberseite befinden sich eine doppelte Scheibe und ein Z-Stab. Darunter sind zwei Reihen von Reitern mit einem Untier dazwischen angeordnet. Einer der unteren Reiter scheint einen Falken auf dem Arm zu haben. An der Unterseite der Tafel liegen ein Halbmond, ein V-Stab und eine Figur, die als ein Mann interpretiert wird, der von einem Untier verschlungen wird.

## Der zweite Stein
Der zweite Stein ist ein Cross-Slab, der Anfang der 1930er Jahre, während der Restaurierung der Kirche, gefunden wurde und in einem hervorragenden Zustand. ist. Er trägt ein verziertes Ringkreuz mit einem Quadrat im Zentrum, Armen die in Quadraten enden und eine hohe reich verzierte Basis. Das ganze Kreuz ist mit Knotenmustern und Spiralen geschmückt. Das Szenenpaar im oberen Bereich der Platte ist als die biblische Geschichte von Jonas interpretiert, der von einem Walfisch verschluckt wurde. Die beiden Kleriker, die einander gegenüber auf verzierten Stühlen zu beiden Seiten des Kreuzschaftes sitzen, zeigen einen Teil der Ausstattung kirchlicher Errichtungen, für die es keine anderen Belege gibt. Sie können Darstellungen St. Anthonys und St. Pauls, des ersten Einsiedlers sein. Das Symbol der Dattelpalme St. Anthony’s wird möglicherweise durch den Baum im Hintergrund links angedeutet. Die Darstellung der Roben der beiden Heiligen und der Kleriker auf der unteren Darstellung, die nur auf solchen Steinen überlebte, aber wegen der Erosion häufig nicht mehr sichtbar ist, geben hier in ihrer Detaillierung, einen guten Eindruck wieder.

## In der Nähe
In der Nähe des Dorfes befinden sich ein neolithischer Grabhügel, ein bronzezeitlicher Menhir und dabei ein Steinkreis (Cairn-circle) von etwa sechs Meter Durchmesser, sowie eine eisenzeitliche Höhensiedlung.